# Aeroflot Open
Aeroflot Open je každoroční otevřený šachový turnaj, který se hraje v Moskvě a je sponzorován leteckou společností Aeroflot. Byl založen v roce 2002 a byl to nejvíce obsazený turnaj v tomto roce. Od roku 2003 má vítěz turnaje automaticky zaručenou účast na Dortmundských šachových dnech. Turnaj se rychle stal nejsilnějším otevřeným turnajem; v roce 2013 se turnaj hrál v tempě rapid a blitz, v roce 2014 se pak turnaj neuskutečnil. Prvního ročníku se zúčastnilo kolem 80 velmistrů, zatímco na druhém ročníku se sešlo již 150 velmistrů. Turnaj se hraje švýcarským systémem. Kromě hlavního turnaje (skupina A) existují i turnaje třídy B a C. 

## Vítězové
Jméno vítěze je uvedeno tučně, v několika ročnících skončilo se stejným počtem bodů více hráčů. 
| #  | Rok konání | Vítěz(ové) | Počet bodů | Počet kol |
| -- | ---------- | --- | ---------- | --------- |
| 1  | 2002       | Grigorij Kajdanov (USA) Alexandr Griščuk (RUS) Aleksej Aleksandrov (BLR) Alexander Shabalov (USA) Vadim Milov (SUI) | 6½         | 9         |
| 2  | 2003       | Viktor Bologan (MDA) Aleksej Aleksandrov (BLR) Alexej Fedorov (BLR) Peter Svidler (RUS)                             | 7          | 9         |
| 3  | 2004       | Sergei Rublevsky (RUS) Rafael Vaganian (ARM) Valerij Filippov (RUS)                                                 | 7          | 9         |
| 4  | 2005       | Emil Sutovsky (ISR) Andrej Kharlov (RUS) Vasilij Ivančuk (UKR) Alexander Motylev (RUS) Vladimir Akopjan (ARM)       | 6½         | 9         |
| 5  | 2006       | Baadur Jobava (GEO) Viktor Bologan (MDA) Krishnan Sasikiran (IND) Šachrijar Mamedjarov (AZE)                        | 6½         | 9         |
| 6  | 2007       | Jevgenij Aleksejev (RUS)                                                                                            | 7          | 9         |
| 7  | 2008       | Jan Něpomňaščij (RUS)                                                                                               | 7          | 9         |
| 8  | 2009       | Étienne Bacrot (FRA) Alexander Moiseenko (UKR)                                                                      | 6½         | 9         |
| 9  | 2010       | Lê Quang Liêm (VIE)                                                                                                 | 7          | 9         |
| 10 | 2011       | Lê Quang Liêm (VIE) Nikita Vitiugov (RUS) Jevgenij Tomashevsky (RUS)                                                | 6½         | 9         |
| 11 | 2012       | Mateusz Bartel (POL) Anton Korobov (UKR) Pavel Eljanov (UKR)                                                        | 6½         | 9         |
| 12 | 2013       | Sergej Karjakin (RUS) (turnaj rapid) Jan Něpomňaščij (RUS) (turnaj v bleskovém šachu)                               | 2–1 15½    | K.O. 18   |
| 13 | 2015       | Jan Něpomňaščij (RUS) Daniil Dubov (RUS)                                                                            | 7          | 9         |
| 14 | 2016       | Evgeniy Najer (RUS) Boris Gelfand (ISR)                                                                             | 6½         | 9         |
| 15 | 2017       | Vladimir Vasilievič Fedosejev (RUS)                                                                                 | 7          | 9         |
| 16 | 2018       | Vladislav Vladimirovič Kovalev (BLR)                                                                                | 7          | 9         |
| 17 | 2019       | Kaido Külaots (EST)                                                                                                 | 7          | 9         |
| 18 | 2020       | Aydin Suleymanli (AZE)                                                                                              | 6½         | 9         |